# Chris Sawyer
Chris Sawyer (Dunblane, 27 oktober 1967) is een Schotse computerspelontwikkelaar. Hij is voornamelijk bekend als de bedenker, ontwikkelaar en programmeur van de RollerCoaster Tycoon-serie, Transport Tycoon en Locomotion.

## Carrière
Sawyer begon met programmeren in 1983 en in 1994 bracht MicroProse zijn eerste managementsimulatiespel Transport Tycoon uit. Toen de ontwikkeling van het vervolg niet wilde vlotten, raakte hij door het lezen van het boek "White Knuckle Ride" gefascineerd door achtbanen. In 1999 werd Rollercoaster Tycoon Sawyers definitieve doorbraak. Het succes kreeg een vervolg met RollerCoaster Tycoon 2 in 2002 en RollerCoaster Tycoon 3 in 2004.